# Stigsnæs Landevej
 Stigsnæs Landevej  er en landevej der går mellem Skælskør og Stigsnæs Færgehavn. 
Vejen starter i Sorø Landevej i udkanten af Skælskør og føres mod vest, vejen passere derefter sekundærrute 265 Næstved Landevej hvor fra der er forbindelse til Næstved og til Skælskør Centrum, Vejen  forsætter videre syd om Skælskør og passere Fodsporet som er en nedlagt jernbane stækning mellem Skælskør og Dalmose, derefter passere den syd om Magleby og forsætter til Askelunden hvor den passere Stigsnæs Industripark A/S. 
Vejen forsætter derefter videre og passere Holtengårdsvej der ligge lige ved Stigsnæsværket som lukket i 2012, og Q8,s gamle Olieraffinaderiet på Stigsnæs der lukket i 1997. Tæt ved værket ligger Stigsnæs Gulfhavn Olie Terminal og Stigsnæsværkets Havn der er Sjællands dybeste med ca. 18 meter, og kan derved tage meget store skibe. Vejen forsætter nord om kraftværket og passere igennem Stigsnæs Skov, og ender i Stigsnæs Færgehavn hvorfra der er færgeruter til Agersø og Omø.. 